# Українка (Мангушська селищна громада)
Укра́їнка (до 18 лютого 2016 року — Червона Україна) — село Мангушської селищної громади Маріупольського району Донецької області.

## Загальні відомості
Українка знаходиться за 132 км від обласного центра Донецька. Відстань до центру громади становить близько 14 км і проходить переважно автошляхом E58. Територія села межує із землями Нікольської селищної громади Донецької області.

## Населення
За даними перепису 2001 року населення села становило 196 осіб, із них 81,63 % зазначили рідною мову українську та 18,37 % — російську.